# Fusillade d'Ardea
 (juin 2021).
La fusillade d'Ardea est une fusillade de masse survenue le 13 juin 2021 dans le quartier de Colle Romito, à Ardea, dans le Latium, en Italie.

## Fusillade
Dans la matinée du 13 juin 2021, vers 11 h 0 heure locale, un homme est sorti de chez lui armé d'une arme à feu, avant d'ouvrir le feu sur un parc local situé viale Corona Boreale à Ardea, ciblant au hasard des civils qui passaient à travers la zone. Au total, trois personnes ont été abattues, toutes sont décédées : un homme âgé à vélo qui a été tué sur les lieux, et deux enfants qui sont décédés après avoir été admis à l'hôpital. Une quatrième personne a également été visée mais s'en est sortie indemne. L'agresseur a pris la fuite et s'est barricadé à son domicile, avant de se suicider,.
L'agresseur a été identifié comme étant Andrea Pignani, 35 ans, un résident local. Pignani souffrait de problèmes de santé mentale et était connu pour des crimes et des menaces antérieurs, dont un dans lequel il a menacé sa mère avec un couteau. L'arme utilisée lors de la fusillade appartenait à son père, un ancien gardien de sécurité, décédé des mois avant l'incident. Toutes les victimes ont été ciblées au hasard et n'ont aucun lien avec l'agresseur.